# Minimalistische muziek
Minimalistische muziek, postminimalistische muziek of minimal music is een muziekstijl met herhaling – vaak van korte muzikale frases, met subtiele variaties gedurende een lange tijd, of stilstand, vaak in de vorm van lang aangehouden tonen – een accent op consonante samenklanken en een duidelijk tempo. Deze vorm van eigentijdse klassieke muziek ontstond rond 1970 uit downtown music.
De stijlvorm is ook overgenomen in de popmuziek, met name in de ambient en een aantal genres van de experimentele rock (post-rock) en in de dance omstreeks 1985.

## Herkomst van de term minimal music
De term minimal music is afgeleid van het concept minimalisme, dat bekend was uit de schilderkunst en beeldhouwkunst.
Het woord minimalisme werd voor het eerst gebruikt in de muziek in 1968 door Michael Nyman in een recensie van het stuk The Great Digest van Cornelius Cardew. Later breidde Nyman zijn definitie van minimalisme in de muziek uit in zijn boek Experimental Music: Cage and Beyond (1974).
Het verband tussen minimalisme in de muziek en minimalisme in andere kunstvormen is zeer betrekkelijk. Dat is dan ook waarschijnlijk de reden dat vele van de minimalistische componisten deze term afkeuren.

## Componisten
De meest prominente minimalistische componisten zijn Morton Feldman, John Adams, Philip Glass, Steve Reich en Terry Riley. De bekendste uit de Lage Landen zijn Simeon ten Holt (met onder andere Canto Ostinato) en Wim Mertens. La Monte Young wordt over het algemeen aangemerkt als de "vader" van het minimalisme.

## Beschrijving van minimal music
Minimalistische muziek wordt dikwijls aangemerkt als toegankelijker dan serialisme en andere hedendaagse avant-garde stromingen.
Van de muziek die minimal music genoemd wordt bestaan vele variaties, in elk opzicht, van instrumentatie tot structuur tot techniek.
- De vroege composities van Philip Glass en Steve Reich hadden over het algemeen een strenge vorm, met weinig versieringen over het primaire thema. Het waren stukken voor kleine instrumentale ensembles (waar de componisten zelf deel van uitmaakten). In het geval van Philip Glass bestonden deze ensembles uit orgels, blaasinstrumenten, met name saxofoons, en vocalisten.
- Bij Steve Reich lag het accent meer op idiofonen, zoals de xylofoon, de marimba, en de metallofoon. Zijn werken zijn geschreven voor combinaties van deze instrumenten.
- Adams' werken waren vaak bestemd voor meer traditionele combinaties van instrumenten: orkest, strijkkwartet en zelfs voor piano solo. Zijn werken zijn veelal veel toegankelijker; zijn werk heeft een minimalistische kern, maar vertoont ook een zeer klassieke wijze van componeren, en een frase in John Adams' werk blijft meestal minder lang onveranderd door dezelfde instrumenten gespeeld dan een frase uit een ander minimalistisch stuk. Sommige van John Adams' orkestwerken worden "maximalistisch" genoemd, maar dat is geen algemeen erkend begrip onder recensenten.
- Éliane Radigue maakt in haar elektronische minimalistische muziek o.a. gebruik van drones en van akoestische terugkoppeling.

## Huidige minimal music
In de popmuziek zijn ook voorbeelden van minimal music te vinden.
Bands die minimale muziek maken zijn:
- Brian Eno & David Bowie - Low
- Rhys Chathams Guitar Trio
- Glenn Branca's symfonieën
- Liars
- Mogwai
- Pink Floyd - Umma Gumma
- Polyrock
- Sonic Youth - Sonic Death
- Spacemen 3
- Spiritualized
- The Orb
- Tortoise
- Velvet Underground
- Talk Talk - Laughing Stock

in rockmuziek:
- Krautrock
- No wave
- Post-rock
- Psychedelische rock

in digitale muziek:
- Ambient
- House
- Techno
- Trance